# Lilltjärnen (Norsjö socken, Västerbotten, 719175-166959)
Lilltjärnen är en sjö i Norsjö kommun i Västerbotten och ingår i Umeälvens huvudavrinningsområde.